# Casa do Regente Feijó
A Casa do Regente Feijó ou Casa do Sítio do Capão, está localizada no distrito de Vila Formosa, próximo à divisa com o distrito da Água Rasa, na zona leste da cidade de São Paulo. É uma casa bandeirista do século XVII, construída em taipa de pilão. Foi tombada pelo CONDEPHAAT em 1984, e pelo CONPRESP em 5 de abril de 1991.

## História
O primeiro registro da casa data de 1698. As terras que hoje são ocupadas pela casa, pelo Ceret, pelo Shopping Anália Franco e a Unicsul era conhecida como Capão Grande e era uma única gleba, enorme, pertencente a Franco Velho, um desbravador da época de Brás Cubas. 
A partir de então, estas terras começaram a ser divididas e a área da casa, conhecida atualmente como a Casa do Regente Feijó, passou por diferentes proprietários até ser adquirida, em 1829, pelo padre Diogo Antônio Feijó. O sítio de 75 alqueires, onde estava a casa, chamava-se Sítio do Capão do Tatuapé, mas Feijó mudou o nome para Sítio Paraíso e viveu no local até 1843. Em 12 de outubro de 1835, Diogo Antônio Feijó foi empossado Regente do Império e, a partir de então, ficou popularmente conhecido como Regente Feijó; razão pela qual a casa onde morava passou a ser designada Casa do Regente Feijó.
Em 1911 o sítio tornou-se propriedade da Associação Feminina Beneficente e Instrutiva - AFBI, fundada e presidida por Anália Franco. No local passou a funcionar a Colônia Regeneradora Dom Romualdo Seixas, uma instituição dedicada às órfãs desvalidas de todas as idades; a meninos órfãos; a meninos viciosos e órfãos ou abandonados; a velhos inválidos e a “mulheres arrependidas". A instituição chegou a abrigar no Sítio Paraíso cerca de sessenta e oito asilados do sexo masculino e noventa e nove do sexo feminino, sendo que desse número sessenta e três eram maiores de catorze anos e cento e quatro menores. Durante a epidemia da gripe espanhola em São Paulo, os moradores da colônia também foram impactados, chegando a ter 142 doentes, sendo que cinco morreram.

Atualmente o imóvel pertence à Universidade Cruzeiro do Sul, Campus Anália Franco. Visitas guiadas são realizadas via agendamento . 
Tombamento
| Órgão      | Data       | Documento                 |
| ---------- | ---------- | ------------------------- |
| CONDEPHAAT | 1984       | Resolução nº 18           |
| CONPRESP   | 05/04/1991 | Resolução nº 05 (item 60) |

## Arquitetura e Restauro
A casa é um remanescente da arquitetura bandeirista, mas, ao longo do tempo, passou por diversas reformas, perdendo muitas características originais. O telhado de quatro águas, típico dessas construções, foi totalmente redesenhado quando ganhou o segundo andar e a casa foi transformada em um sobrado tipo chalé, o alpendre frontal foi fechado. Além de ser um exemplar da época dos bandeirantes, a área onde está a casa também é importante por ser um remanescente da mata atlântica, onde se misturam espécies nativas da região com espécies exóticas de outras regiões.
Para sediar a Associação Feminina Beneficente e Instrutiva - AFBI, Anália Franco reformou as edificações existentes, executando diversas intervenções na casa e nos anexos, com acréscimos em alvenaria de tijolos e não mais no sistema original, de taipa de pilão. Entre 1999 e 2003 foi realizado um grande restauro pelo escritório do arquiteto Samuel Kruchin: a taipa estava se desfazendo devido à chuva, e o telhado estava com várias lacunas e a madeira, da estrutura ao piso sofriam com o apodrecimento. As obras realizadas nos anos de 1960 que haviam descaracterizado parte do imóvel foram desfeitas.
Em 2006, foi feito um trabalho de restauro que deixou expostos pedaços da construção original, como paredes de taipa de pilão, camadas de tinta e pinturas decorativas.

## Galeria

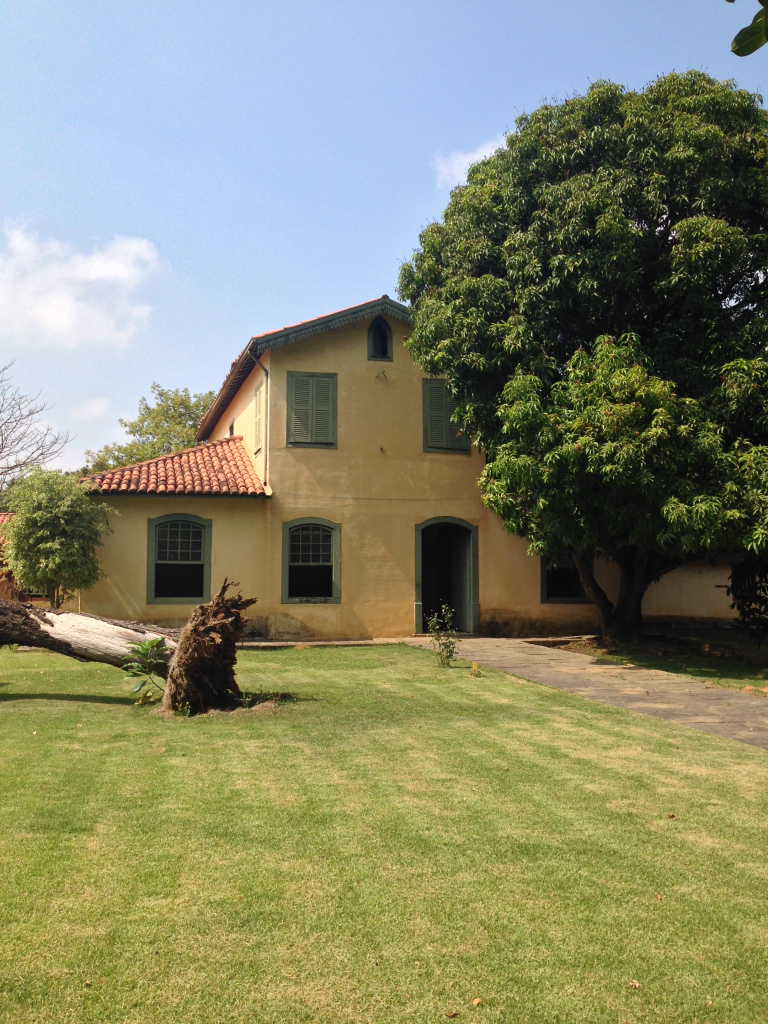
Casa do Regente Feijó
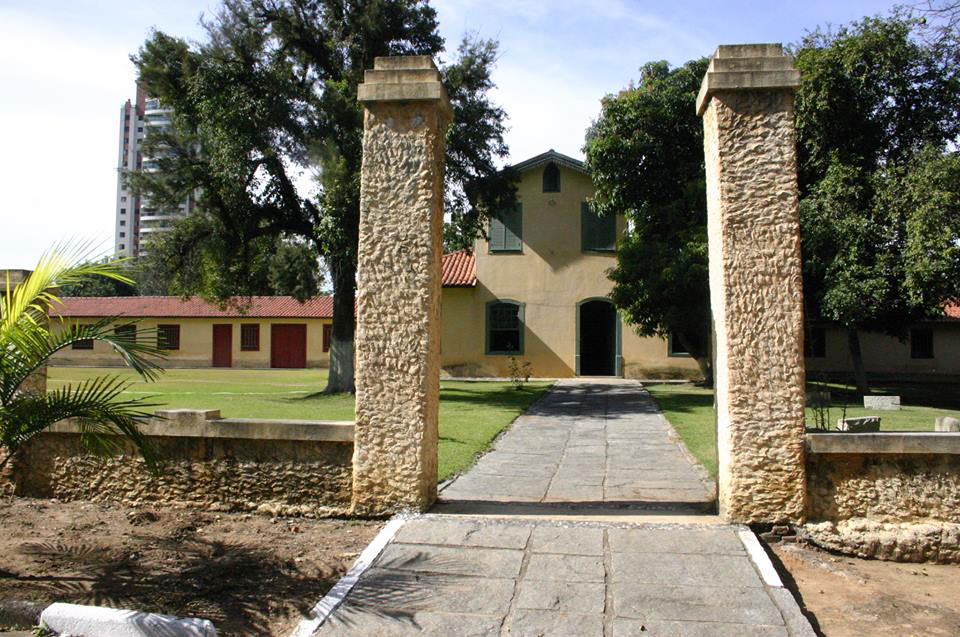
Casa do Regente Feijó
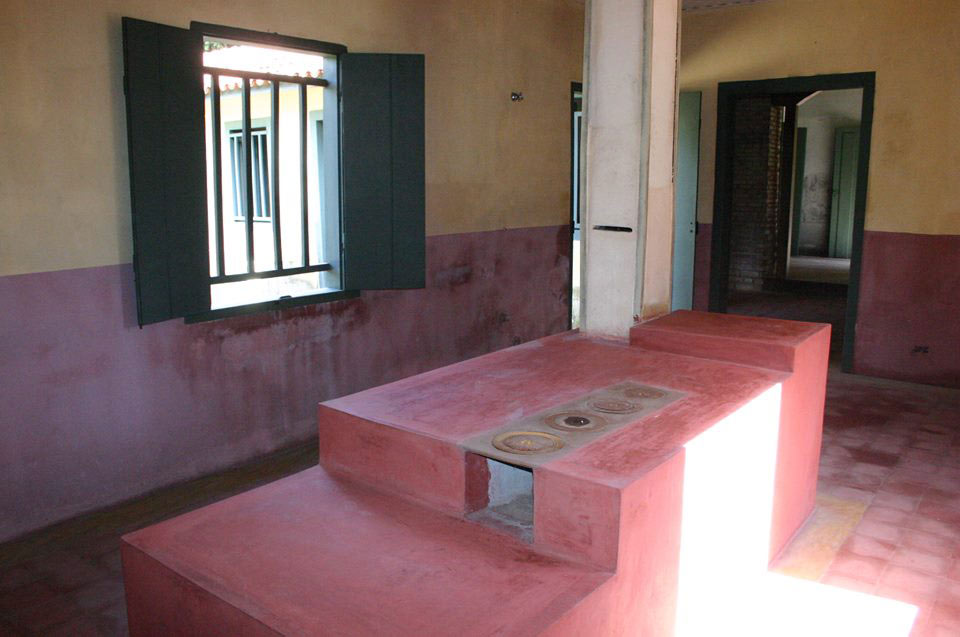
Fogão a lenha
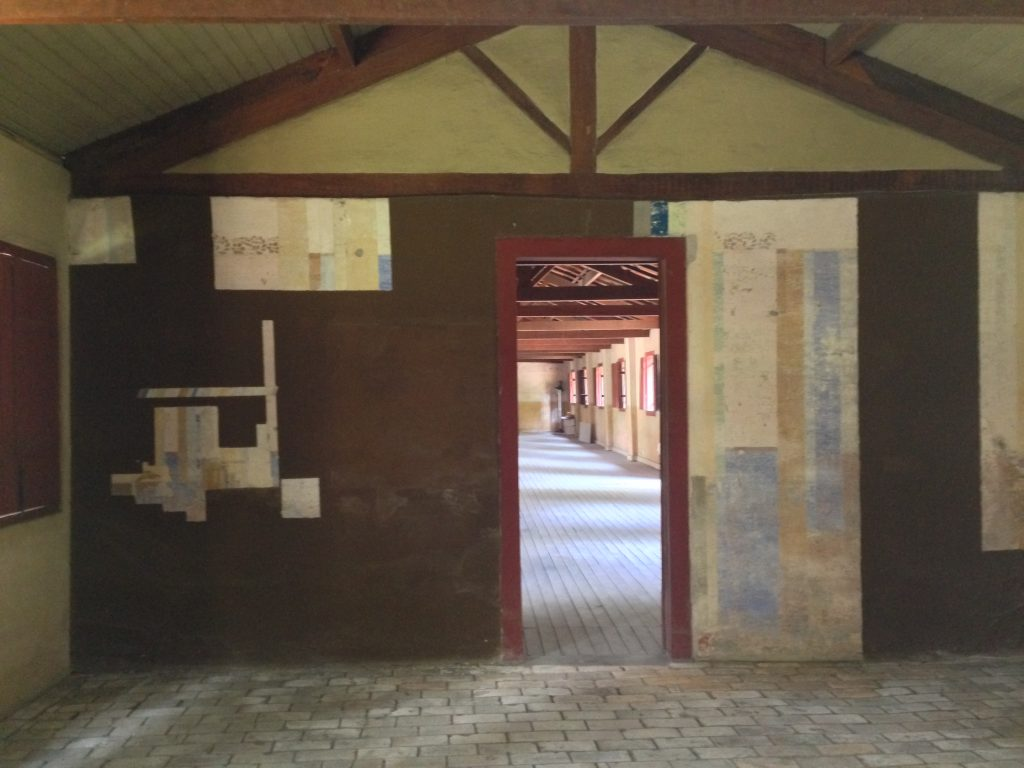
Detalhe das pinturas antigas das paredes